# Stefan Bleekrode
Stefan Bleekrode (Son en Breugel, 10 januari 1986) is een Nederlands beeldend kunstenaar, wiens werk figuratieve onderwerpen weergeven van stadslandschappen in hoge realiteit. Hij is als kunstenaar, behalve een aantal korte opleidingen aan de kunstacademie, een autodidact.

## Biografie
Stefan Bleekrode bleek als kind al grote belangstelling te hebben voor tekenen, vanaf zijn tiende levensjaar ging zijn interesse steeds meer uit naar het tekenen van stadslandschappen gezien van vogelvlucht perspectief, met groot gevoel van detaillering.

## Teken en Schilderstijl
Zijn stijl van tekenen en schilderen behoort tot het realisme. Nadat hij zijn tekeningen eerst met potlood maakte is hij rond 2002 overgestapt om de tekeningen te vervaardigen met inkt met pen op papier.
Hij gebruikt voornamelijk aquarel voor zijn schilderijen maar ook olie in tempera, die geïnspireerd zijn op Edward Hopper. Na 2021 is hij zich mij meer gaan toeleggen op de lijntekeningen en minder op de schilderijen.
Grote lijn in zijn werken zijn vooral het combineren van licht, ruimte en architectuur.

## Onderscheidingen
- Hij kreeg in 2018 de Mondriaan Atelierprijs, met daarbij een periode van een jaar woon - werkperiode in de originele hut van Piet Mondriaan in Blaricum[2].
- In 2021 kreeg hij de eretitel, Talent van het jaar 2021[3]